# Kiyevka (Krasnodar)
Kievka (del ruso: Киевка) es un jútor del raión de Gulkévichi del krai de Krasnodar, en el sur de Rusia. Está situado en la orilla izquierda del río Kubán, frontera con el krai de Stávropol, 27 km al sudeste de Gulkévichi y 158 km al este de Krasnodar, la capital del krai. Tenía 172 habitantes en 2010.
Pertenece al municipio Otrado-Olginskoye.